# Hibernakulum

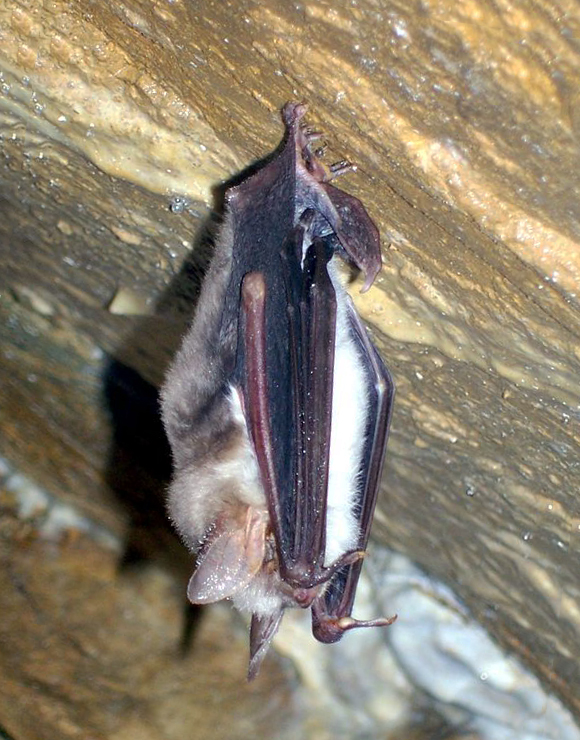
Nietoperz w Jaskini Załom

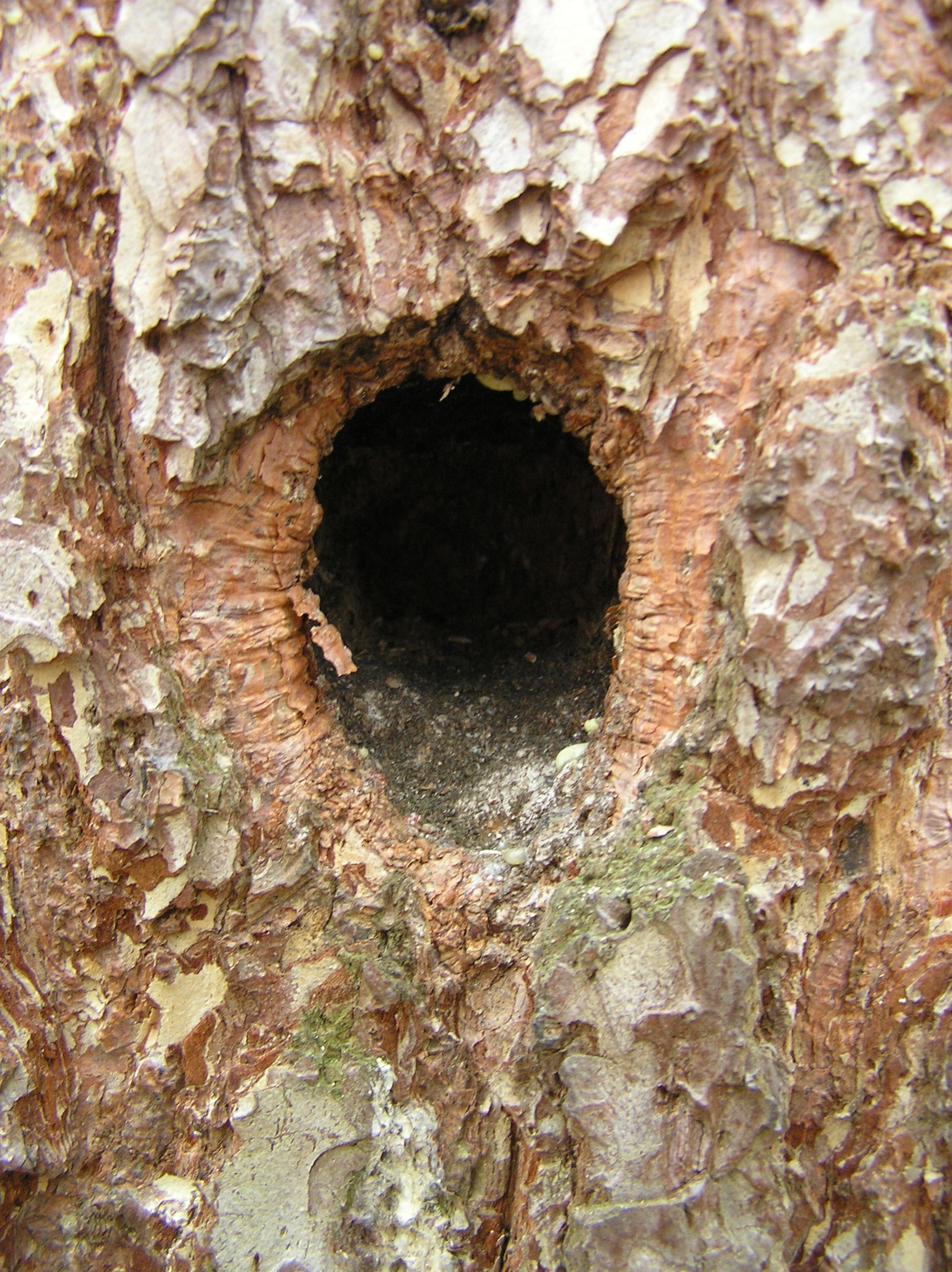
W dziupli chroni się wiele gatunków zwierząt

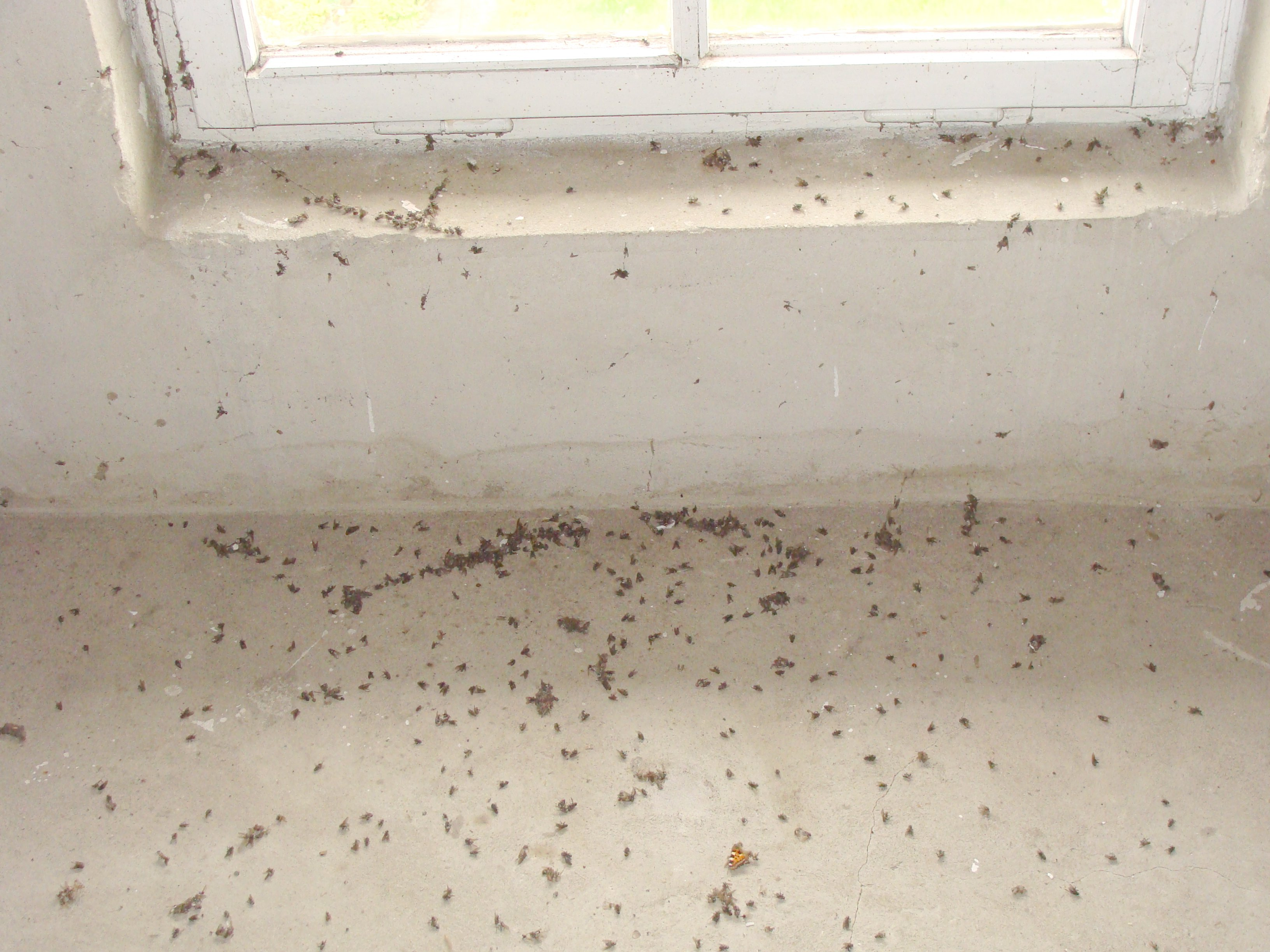
Nie wszystkie hibernakula są bezpieczne

Hibernakulum, legowisko zimowe, zimowisko (łac. hibernaculum, l.mn. hibernacula) – miejsce wybrane przez zwierzę na kryjówkę na czas snu zimowego lub obszar, gdzie zwierzęta spędzają zimę. Termin hibernakulum jest stosowany zwykle dla określenia zimowego schronienia owadów, gadów lub nietoperzy. Przy opisywaniu pozostałych zwierząt stosowane są określenia legowisko zimowe, zimowisko albo kryjówka zimowa.
Ssaki zapadające w sen zimowy wybierają na zimowisko odpowiednie miejsce na swym terytorium. Zależnie od gatunku i wielkości zwierzęcia takie miejsca mogą być bardzo zróżnicowane. Małe nietoperze wybierają zakamarki o wiele od nich większych jaskiń lub stare schrony. Niedźwiedzie wyszukują jaskinię lub wykrot położony z dala od ludzi, w wyższych partiach gór, gdzie zima trwa dłużej. Legowisko zimowe niedźwiedzi to gawra. Wiewiórki, orzesznice, popielice itp. zimują w dziuplach i skrzynkach lęgowych obficie wypełnionych ocieplającymi materiałami. Często zwierzęta spędzają zimę w suszarniach nasion, na strychach itp. pomieszczeniach wybudowanych przez ludzi. Jeżowate chowają się pod zwalonym pniem drzewa, w stercie liści. Padający zimą śnieg zwykle okrywa takie naturalne zimowisko i stanowi dodatkową warstwę izolującą od wpływów atmosferycznych. W miejscach zimowania ssaków temperatura wewnętrzna zwykle oscyluje w granicach 2-6 °C.
W przypadku ptaków zimowisko może obejmować teren, na którym gatunek nie przystępuje do rozrodu lub pokrywać się z terenami lęgowymi. Np. dla bociana białego głównym lęgowiskiem jest Europa, a zimowiskiem Afryka na południe od Sahary. U gatunków osiadłych zimowisko całkowicie lub częściowo pokrywa się z lęgowiskiem. Część gili zakłada gniazda w Polsce lecz ich większość lęgnie się na dalekiej północy przylatując do Polski na zimowiska, a i to w przypadku sroższych zim.
Gady i płazy zimują w miejscach swego pobytu w norach gryzoni, pod kamieniami itp. Owady zimę zwykle spędzają w miejscu występowania w różnych stadiach swego rozwoju. Latolistek cytrynek oraz rusałka pokrzywnik zimują jako owady dorosłe. Jak się zdaje owady wybierają przede wszystkim miejsca osłonięte i suche. Plamiec agreściak zimuje jako gąsienica w oprzędzie. Potwora buczynówka przytwierdza się do liścia i przekształca się w poczwarkę, razem z liśćmi opada na ziemię. Zanim przekształci się w postać dorosłą może upłynąć nawet 3 zimy.  Na zachodniej półkuli żyje motyl wędrowny Danaus plexippus, który na zimowisko przelatuje kilka tysięcy kilometrów z Kanady do Ameryki Południowej.
W czynnej ochronie nietoperzy, jako sztuczne hibernakula, przygotowywane są stare piwnice lub bunkry. Chłodnia w Cieszkowie jest jednym z obiektów ochrony przyrody w ramach europejskiego systemu Natura 2000.
Wiele owadów usiłuje zimować w domach. Na jesieni wślizgują się w szczeliny i chroniąc się przed zimnem zwykle przedostają się do wnętrza. Niestety przychodzi sezon grzewczy i chłodne ukrycie zmienia się w ciepłe. W efekcie następuje przedwczesne uaktywnienie w pomieszczeniu w którym brak wody i pokarmu. W ten sposób tysiące owadów zupełnie niepotrzebnie ginie. Aby zrekompensować te niezaplanowane przez naturę straty należy dbać o szczelność pomieszczeń a w ramach aktywnej ochrony przyrody można przygotować na zewnątrz, zadaszone, ażurowej konstrukcji skrzynki wypełnione wewnątrz, odpowiednio przyciętymi, pustymi łodygami roślin (np. trzcin, kukurydzy, itp.). Łodygi należy tak przycinać aby łodygi z obu stron były otwarte (kolanka powinny wypadać w środku). W wielu krajach od dawna przygotowuje się takie zimowiska z myślą przede wszystkim o złotookach, biedronkach, bzygach itp. pożytecznych owadach.